# Glenn Gilbertti
Glenn Gilbertti (Brooklyn (New York), 12 november 1968) is een Amerikaans professioneel worstelaar die vooral bekend is van zijn tijd bij World Championship Wrestling als Disco Inferno en Disqo, van 1995 tot 2001. Hij werkte van 2002 tot 2004 voor de Total Nonstop Action Wrestling als agent.
Tijdens zijn periode bij WCW, won hij een keer het WCW Cruiserweight Championship en twee keer het WCW World Television Championship.

## In het worstelen
- Finishers
  - Chart Buster / Last Dance
  - Standing figure four leglock
  - Chickenwing Jawbreaker

- Signature moves
  - Diving axe handle elbow drop
  - Bionic elbow
  - DDT
  - Facebreaker knee smash
  - Frog splash
  - Hangman
  - Russian legsweep
  - Snapmare
  - Vertical suplex
  - Village People's Elbow

- Managers
  - Tony Marinara
  - Tygress

- Worstelaars gemanaged
  - The Mamalukes (Big Vito & Johnny the Bull)
  - The New York Connection (Vito, Johnny Swinger, Simon Diamond, David Young & Trinity)
  - Simon Diamond & Johnny Swinger

- Bijnamen
  - "The Boogie Man" (WCW)
  - "Hip-Hop Inferno" (WCW)
  - "The Brooklyn Stud" (TNA)
  - "Gifted" (TNA)

- Opkomstnummers
  - "Disco Fever" (WCW; 1995-1999, 1999-2000)
  - "Boogie Knights Theme" (WCW; 2000-2001)
  - "Something" van Dale Oliver (TNA)
  - "It's Not Easy" van Dale Oliver (TNA)

## Prestaties
- Great Championship Wrestling
  - GCW Heavyweight Championship (1 keer)
  - GCW Tag Team Championship (1 keer: met Johnny Swinger)
  - GCW Television Championship (3 keer)
  - GCW United States Junior Heavyweight Championship (1 keer)

- Impact Pro Wrestling (New Zealand)
  - Armageddon Cup (2008)

- Mid-Eastern Wrestling Federation
  - MEWF Heavyweight Championship (1 keer)

- North Georgia Wrestling Association
  - NGWA Tag Championship (1 keer: met Ashley Clark)

- Palmetto Pride Championship Wrestling
  - PPCW Heavyweight Championship (1 keer)

- Swiss Wrestling Federation
  - SWF Heavyweight Championship (1 keer)

- World Championship Wrestling
  - WCW Cruiserweight Championship (1 keer)
  - WCW World Television Championship (2 keer)

- Wrestling Observer Newsletter awards
  - Best Gimmick (1995)